# کورشیم (رود)
کورشیم (به قزاقی: Kürshim) یک رود در قزاقستان است که در استان قزاقستان شرقی واقع شده‌است.